# فابیو مدوری
فابیو مدوری (انگلیسی: Fabio Meduri؛ زادهٔ ۱۹ اوت ۱۹۹۱) بازیکن فوتبال اهل ایتالیا است.
از باشگاه‌هایی که در آن بازی کرده‌است می‌توان به باشگاه فوتبال مونتسا، باشگاه فوتبال کوزنتسا کالچو، باشگاه فوتبال آتالانتا، و باشگاه فوتبال فوجا اشاره کرد.